# 復讐の未亡人
『復讐の未亡人』（ふくしゅうのみぼうじん）は、黒澤Rによる漫画作品。双葉社の漫画雑誌『アクションピザッツSP』にて2015年4月号から2016年2月号まで連載された後、同社のウェブコミック雑誌『毒りんごcomic』にてvol.9より続編が連載されており、『めちゃコミック』（アムタス）でも、独占先行作品として連載されている。
『めちゃコミック』では、ランキング1位を獲得するなどの反響を得ている。夫の死の真相を追求し、夫の勤務先の会社に復讐するため、別人として潜入する女性を描く。
2022年7月にテレビ東京でテレビドラマ化された。

## あらすじ
鈴木美月は、かつて夫・優吾を自殺に追い込んだ者に復讐をするべく、派遣プログラマー・鈴木密として会社に潜り込む。

## 登場人物
鈴木美月（すずき みつき） /  鈴木密（すずき みつ）
本作の主人公。有能なプログラマー。復讐のために夫のかつての職場へ密と名を変えて派遣社員として潜入する。夫と死別する以前は髪を黒く染め、眼鏡を掛けて地味に装っていたが、本来は銀髪の地毛に緑の瞳を持つ美女。
鈴木優吾（すずき ゆうご）
密の夫。職場でパワハラをうけており、2年前に自殺している。
陽史
優吾の弟。職業は探偵で、密の協力者として行動する。
斎藤真言
密の同僚。以前は優吾の部下であった。

## 書誌情報
- 黒澤R『復讐の未亡人』双葉社〈アクションコミックス〉、既刊11巻（2024年2月8日現在）
  1. 2016年3月12日発売[8]、ISBN 978-4-575-84772-7
  2. 2017年9月21日発売[9]、ISBN 978-4-575-85031-4
  3. 2018年5月22日発売[10]、ISBN 978-4-575-85159-5
  4. 2019年2月21日発売[11]、ISBN 978-4-575-85272-1
  5. 2019年10月28日発売[12]、ISBN 978-4-575-85370-4
  6. 2020年7月28日発売[13]、ISBN 978-4-575-85474-9
  7. 2021年2月27日発売[14]、ISBN 978-4-575-85546-3
  8. 2021年10月28日発売[15]、ISBN 978-4-575-85652-1
  9. 2022年5月17日発売[16]、ISBN 978-4-575-85717-7
  10. 2023年2月28日発売[17]、ISBN 978-4-575-85816-7
  11. 2024年2月8日発売[18]、ISBN 978-4-575-85917-1

## テレビドラマ
2022年7月8日（7日深夜）から8月26日（25日深夜）にかけてテレビ東京にて毎週金曜（木曜深夜）2時35分 - 3時05分に放送された。主演は松本若菜。松本の連続ドラマ初主演作となった。

### あらすじ（テレビドラマ）
IT企業の社員・鈴木優吾が、ある朝突然会社で自ら命を絶ってしまう。優吾の妻の美月は愛する夫の死の真相を調べるために、密と名前を変え別人として夫の会社に潜入する。そして、義弟で探偵の陽史の協力のもと、その妖艶さと狂気を武器に、夫を追い詰めた同僚たち一人一人に復讐を遂げようとする。

### キャスト

#### 主要人物
鈴木美月 / 鈴木密
演 - 松本若菜（幼少期：長谷川晏）
IT企業「CODテクノサービス」の派遣社員として勤める有能なプログラマー。
愛する夫・優吾が自殺に追い込まれた真相を探り、彼の復讐を果たすために、鈴木密という別人となって彼の会社に潜入する。
（※以下、美月の名前は「密」と表記）
斎藤真言
演 - 桐山漣
密の夫・優吾の元部下で、彼を尊敬している。現在は密の同僚。ブラックな職場に疑問を持ち、正そうとする。
鈴木陽史
演 - 淵上泰史（幼少期：柊木陽太）
優吾の二卵性双生児の弟。探偵。優吾の死の真相を調べるために職場へ潜入し、復讐の罠を仕掛けていく。
鈴木優吾
演 - 平岡祐太（幼少期：末次寿樹）
密の夫。職場であるCODテクノサービスで自ら命を断ってしまう。

#### CODテクノサービス
佐伯麻穂
演 - 足立梨花（第1話 - 第3話・第6話 - 第8話）
社長秘書。密にマウントを仕掛けてくる。
古武一也
演 - 森永悠希（第1話・第2話・第7話）
企画開発部。就業中にオンラインゲームに興じる。
板橋ともみ
演 - 小西桜子（第1話 - 第3話・第7話）
企画開発部若手社員。怠け癖があり、仕事を人に押し付けたりする。
若月勇
演 - 前川泰之（第1話 - 第3話）
社長。元プロサッカー選手。
橋本雅也
演 - 松尾諭（第1話・第7話）
企画開発部課長。パワハラ気質。
山下晴菜
演 - 小林涼子（第4話 - 最終話）
企画開発部に中途入社のプログラマー。
酒井芳人
演 - 遠藤健慎
企画開発部。橋本課長のパワハラのターゲット。
関根由佳
演 - 上地春奈
企画開発部。小顔マッサージに余念がない。
千葉
演 - 道田里羽
企画開発部。
役名不明
演 - 赤瀬一紀
企画開発部。
長谷川
演 - 小林竜樹（第2話・第4話 - 第6話）
営業部。企画開発部の都合を考えず仕事を押し付ける。

#### 鈴木美月 / 密の関係者
山本薫
演 - 信川清順（第5話）
美月の母親。絵本作家。
村神圭一
演 - 森岡豊（第4話・第5話）
美月の継父。
勝浦凛
演 - 浅田芭路（第4話・第5話）
密に保護されることになる小学生。

#### その他
前田亜津志
演 - 味方良介（第1話・第3話・第7話・最終話）
麻穂の彼氏。国会議員の息子。
若月恵里奈
演 - 山下リオ（第2話・第3話）
社長の妻。
結婚式司会
演 - 村上健志（フルーツポンチ）（第1話・最終話）
麻穂と亜津志の結婚式司会者。
新婦の母
演 - 速水今日子（第1話・最終話）
麻穂の母親。

### スタッフ
- 原作 - 黒澤R『復讐の未亡人』（双葉社「アクションコミックス」刊）
- 監督 - 井樫彩、水田成英、長尾楽
- 脚本 - 的場友見、阿久津朋子
- 音楽 - 鷹尾まさき
- 主題歌 - ゲスの極み乙女。「青い裸」（TACO RECORDS/WARNER MUSIC JAPAN）[38]
- プロデューサー - 山鹿達也（テレビ東京）、小松幸敏（テレビ東京）、浅野澄美（FCC）、郷田悠（FCC）
- 制作協力 - FCC
- 製作著作 - テレビ東京

### 放送日程
| 各話         | 配信日  | 放送日  | 脚本       | 監督     |
| ------------ | ------- | ------- | ---------- | -------- |
| episode1     | 3月09日 | 7月08日 | 的場友見   | 井樫彩   |
| episode2     | 3月09日 | 7月15日 | 的場友見   | 井樫彩   |
| episode3     | 3月14日 | 7月22日 | 的場友見   | 長尾楽   |
| episode4     | 3月14日 | 7月29日 | 阿久津朋子 | 水田成英 |
| episode5     | 3月19日 | 8月05日 | 阿久津朋子 | 水田成英 |
| episode6     | 3月19日 | 8月12日 | 阿久津朋子 | 水田成英 |
| episode7     | 3月24日 | 8月19日 | 阿久津朋子 | 井樫彩   |
| Last episode | 3月24日 | 8月26日 | 的場友見   | 井樫彩   |

### 放送局
| 放送期間                       | 放送時間                     | 放送局       | 対象地域       | 備考   |
| ------------------------------ | ---------------------------- | ------------ | -------------- | ------ |
| 2022年7月8日 - 8月26日         | 金曜 2:35 - 3:05（木曜深夜） | テレビ東京   | 関東広域圏     | 製作局 |
| 2022年8月29日 - 10月18日       | 火曜 1:28 - 1:58（月曜深夜） | 山陰放送     | 鳥取県・島根県 |        |
| 2022年10月13日 - 12月1日       | 木曜 2:00 - 2:30（水曜深夜） | テレビ和歌山 | 和歌山県       |        |
| 2022年11月17日 - 2023年1月12日 | 木曜 1:00 - 1:30（水曜深夜） | 奈良テレビ   | 奈良県         |        |
| 2023年8月4日 - 9月22日         | 金曜 2:35 - 3:05（木曜深夜） | テレビ北海道 | 北海道         | 系列局 |
| 2025年4月5日 - 5月24日         | 土曜 0:42 - 1:13（金曜深夜） | テレビ大阪   | 大阪府         |        |

| テレビ東京 金曜 2:35 - 3:05（木曜深夜）                         | テレビ東京 金曜 2:35 - 3:05（木曜深夜） | テレビ東京 金曜 2:35 - 3:05（木曜深夜）                               |
| 前番組                                                          | 番組名                                  | 次番組                                                                |
| --------------------------------------------------------------- | --------------------------------------- | --------------------------------------------------------------------- |
| 買物の時間 （2021年4月2日 - 2022年7月1日） - 30分繰り下げて継続 | 復讐の未亡人 （2022年7月8日 - 8月26日） | 紙とさまぁ〜ず （2022年9月2日 - 9月23日） - 木曜3:55 - 4:23枠より移動 |